# Szentgáloskér
Szentgáloskér község Somogy vármegyében, a Kaposvári járásban.

## Fekvése
Kaposvártól északkeletre, Ráksi nyugati szomszédságában helyezkedik el. Központján a 6513-as út húzódik végig, amely Ráksitól indulva Mernye érintésével Somogyjádig húzódik, összekötve a 6505-ös és 6701-es utakat, valamint a 67-es főutat.

## Története
Szentgáloskér nevét 1321-ben Keer alakban írva említette először oklevél, mint a Bogár és a Máréi Gunyafi család birtokát. 1332-1337 között neve szerepelt a pápai tizedjegyzékben is, tehát ekkor már egyházas hely volt. 1400-ban Gwnyaker, Gwnyafyaker írásmóddal volt említve. 1421-ben az Atádi Kéri család, 1462-ben a Kéri és a Kéri Kandal családok birtoka volt, de ekkor már Pusztakér volt a neve. 1469-ben a nyúlszigeti apácák azt a részét, amely Szenyesi Tamásnál volt zálogban, zálogul magukhoz váltották. 1481-ben Kéri Mátyás, testvéreivel szemben, igényt tartott a birtok egy részéhez. 1486-ban Atádi Kéri Gergely itteni birtokrészei a nyúlszigeti apáczáknál voltak zálogban, 1487-ben pedig a Berei családnak is voltak itt birtokrészei. Az 1536 évi adólajstromban Kery aliter pusztakér alakban fordult elő, de szerepelt az 1582-1583 évi adólajstromban is, és ekkor még egy portát írtak benne össze, mely a lövöldi karthauziaké volt. A falu a 16. század végén elpusztult. 1767-ben a Vranovics családé, 1776-ban Vajda Zsigmond és Svastics Antal birtoka, a 19. század elején pedig a Bogyay, a Bocsári Svastics, a Kacskovics, a Nedeczei Nedeczky, a Matkovics család, valamint a herczeg Esterházy-féle hitbizomány volt a birtokosa. 
A 20. század elején Somogy vármegye Igali járásához tartozott.
1910-ben 1260 lakosából 1253 magyar, 7 német volt. Ebből 1146 római katolikus, 70 református, 26 evangélikus volt.
A településhez tartozott Lapa-puszta is, amely a középkorban falu volt. 

### Lapa-puszta
Lapa-puszta a Rátót nemzetség úgynevezett nádori ágának ősi birtoka volt, melyet az 1283 évi osztozkodás alkalmával I. Lóránt nádor fiai, Mátyás és Rátót, nyertek. 1337-ben a Rátót nemzetségbeli Olivér mester faluja volt. 1358-ban a zseliczszentjakabi bencés apátság birtoka volt. 1412-1437-ben Dióslápa vagy Lápa alakban fordult elő és ekkor a rátóti prépostságé volt. 1726 óta puszta, és a herczeg Esterházy-féle hitbizományhoz tartozott.

### Rácőrs-puszta
Szentgáloskérhez tartozott Rácőrs-puszta is, amely 1229-ben Örs alakban fordult elő a székesfehérvári káptalan birtokai között.

### Diós-puszta
Diós-puszta is ide tartozott, mely 1856-ban Bogyay Sándor birtoka volt.

## Közélete

### Polgármesterei
- 1990–1994: Dr. Hild József (független)[3]
- 1994–1998: Dr. Hild József (független)[4]
- 1998–2000: Dr. Hild József (független)[5]
- 2000–2002: Egerszegi Ferenc (független)[6][7]
- 2002–2006: Egerszegi Ferenc (független)[8]
- 2006–2010: Egerszegi Ferenc (független)[9]
- 2010–2014: Egerszegi Ferenc (független)[10]
- 2014–2015: Egerszegi Ferenc (független)[11]
- 2015–2019: Szabó Péter (független)[12]
- 2019–2024: Szabó Péter (független)[13]
- 2024– : Szabó Péter (független)[1]

A településen 2000. április 30-án időközi polgármester-választást tartottak, az előző polgármester halála miatt. 2015. június 28-án ismét időközi polgármester-választást kellett tartani Szentgáloskéren, ezúttal az előző polgármester lemondása okán.

## Népesség
A település népességének változása:
| Lakosok száma | 553  | 542  | 520  | 504  | 461  | 485  | 472  |
|               | 2013 | 2014 | 2015 | 2021 | 2022 | 2023 | 2024 |

A 2011-es népszámlálás során a lakosok 79,2%-a magyarnak, 0,2% bolgárnak, 5,2% cigánynak, 0,2% horvátnak, 2% németnek, 0,5% románnak, 0,2% szerbnek, 0,4% szlováknak, 0,2% ukránnak mondta magát (18,6% nem nyilatkozott; a kettős identitások miatt a végösszeg nagyobb lehet 100%-nál). A vallási megoszlás a következő volt: római katolikus 50,9%, református 1,4%, evangélikus 2,3%, felekezeten kívüli 10,6% (34,8% nem nyilatkozott).
2022-ben a lakosság 89,2%-a vallotta magát magyarnak, 4,6% cigánynak, 2,6% németnek, 0,2% horvátnak, 3,5% egyéb, nem hazai nemzetiségűnek (8,9% nem nyilatkozott; a kettős identitások miatt a végösszeg nagyobb lehet 100%-nál). Vallásuk szerint 42,3% volt római katolikus, 2% református, 1,3% evangélikus, 0,2% izraelita, 0,2% egyéb keresztény, 3,7% egyéb katolikus, 11,7% felekezeten kívüli (38,6% nem válaszolt).

## Nevezetességei
- Kladnigg-kúria
- Római katolikus templom